# Placówka Straży Celnej „Jasieniów Polny”

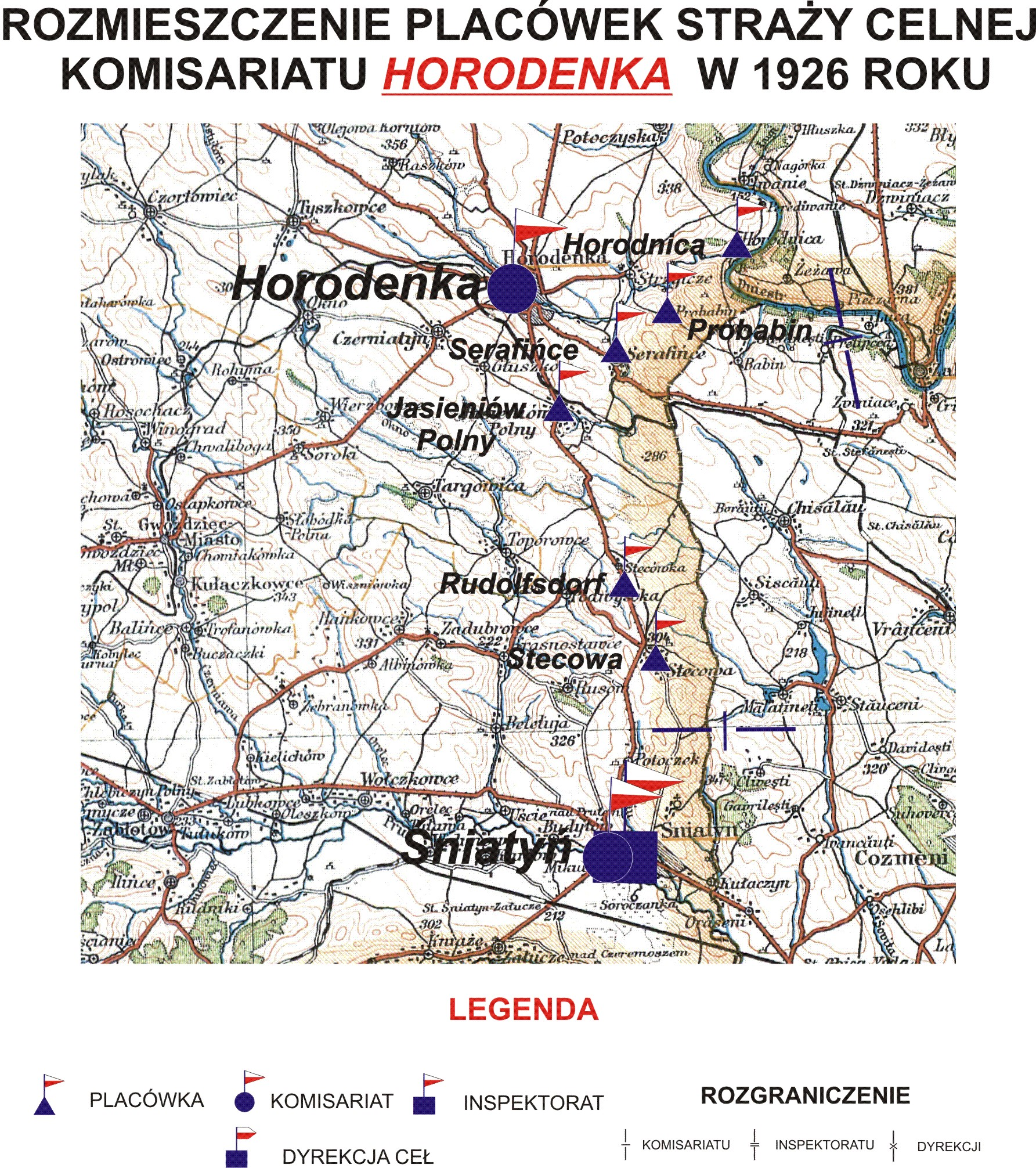
Rozmieszczenie placówek SC komisariatu Horodenka w 1926 r.

Placówka Straży Celnej „Jasieniów Polny” – jednostka organizacyjna Straży Celnej pełniąca w okresie międzywojennym służbę ochronną na granicy polsko-rumuńskiej.

## Formowanie i zmiany organizacyjne
Na wniosek Ministerstwa Skarbu, uchwałą z 10 marca 1920 roku, powołano do życia Straż Celną. Jednostki Straży Celnej rozpoczęły przejmowanie odcinków granicy od pododdziałów Batalionów Celnych. W 1921 roku w Horodence stacjonował sztab 2 kompanii 11 batalionu celnego. Kompania wystawiała między innymi placówkę w Jasieniowie Polnym. Proces tworzenia Straży Celnej trwał do końca 1922 roku. Placówka Straży Celnej „Jasienów Polny” weszła w podporządkowanie komisariatu Straży Celnej „Horodenka” z Inspektoratu SC „Śniatyn”.
W drugiej połowie 1927 roku przystąpiono do gruntownej reorganizacji Straży Celnej. W praktyce skutkowało to rozwiązaniem tej formacji granicznej. Ochronę północnej, zachodniej i południowej granicy państwa przejęła powołana z dniem 2 kwietnia 1928 roku Straż Graniczna.
Rozkazem nr 5 z 16 maja 1928 roku w sprawie organizacji Małopolskiego Inspektoratu Okręgowego dowódca Straży Granicznej gen. bryg. Stefan Pasławski określił strukturę organizacyjną komisariatu SG „Śniatyn”. Placówka Straży Granicznej I linii „Jasieniów Polny” znalazła się w jego strukturze.

## Funkcjonariusze placówki
Kierownicy placówki
| stopień          | imię i nazwisko, numer | okres pełnienia służby | kolejne stanowisko |
| ---------------- | ---------------------- | ---------------------- | ------------------ |
| starszy strażnik | Józef Glanc (275)      | był w 1926             |                    |

Obsada personalna placówki w 1926:
- starszy strażnik Józef Glanc (275)
- starszy strażnik Henryk Rabski (627)
- starszy strażnik Jan Szymczak (1709)
- strażnik Józef Puszka (1934)
- strażnik Zygmunt Irzyk (1402)
- strażnik Walenty Cieluch (616)
- strażnik Wojciech Kosmalski (553)
- strażnik Antoni Borski (2136)
- strażnik Władysław Borski (2136)
- strażnik Jan Gierula (1798)